# كزافييه ماركيز
كزافييه ماركيز (بالإنجليزية: Xavier Marquis)‏ هو منتج أسطوانات وملحن أمريكي، ولد في 13 مارس 1984 في منيابولس في الولايات المتحدة.

## وصلات خارجية
- الموقع الرسمي